# Pyrausta eos
Pyrausta eos là một loài bướm đêm trong họ Crambidae.